# Radi (geometria)

Imatge d'un cercle amb la seva circumferència, el seu radi i el seu diàmetre

En geometria clàssica, el radi d'un cercle o esfera és qualsevol segment lineal que va del centre a la circumferència. Per extensió, el radi d'un cercle o una esfera és la longitud d'aquest segment. El radi és la meitat del diàmetre.
De forma més general, en geometria, enginyeria i en molts altres contextos, el radi d'algun objecte (p. e. un cilindre, un polígon, etc.) és la distància des del centre o de l'eix de simetria a la part més exterior. En aquest cas, el radi pot ser més que la meitat del diàmetre.
La relació matemàtica entre el radi i la circumferència és {\displaystyle r={\frac {c}{2\pi }}}.
Per calcular el radi d'un cercle que passa per tres punts {\displaystyle P_{1},P_{2},P_{3}}, es pot utilitzar la següent fórmula:
{\displaystyle r={\frac {|P_{1}-P_{3}|}{2\sin(\theta )}}}
on {\displaystyle \theta } és l'angle {\displaystyle \angle P_{1}P_{2}P_{3}.}